# Église Saint-Christophe d'Aubepierre
L’église Saint-Christophe est une église située sur la commune d'Aubepierre-Ozouer-le-Repos, en Seine-et-Marne, France, dont une partie remonte au XIIe et qui est inscrite aux monuments historiques. Le porche de charpente date du XIIe, les fonts baptismaux du XVIIe et les bancs clos du XIXe.

## Situation et accès
L'église est située à Aubepierre, partie centrale de la commune d'Aubepierre-Ozouer-le-Repos, au centre du département de Seine-et-Marne. Elle est encadrée par la rue Saint-Christophe et la route départementale 227, formant la place de l'Église.
Son accès principal s'effectue depuis une portion de route accessible depuis la rue Saint-Christophe.

## Structure

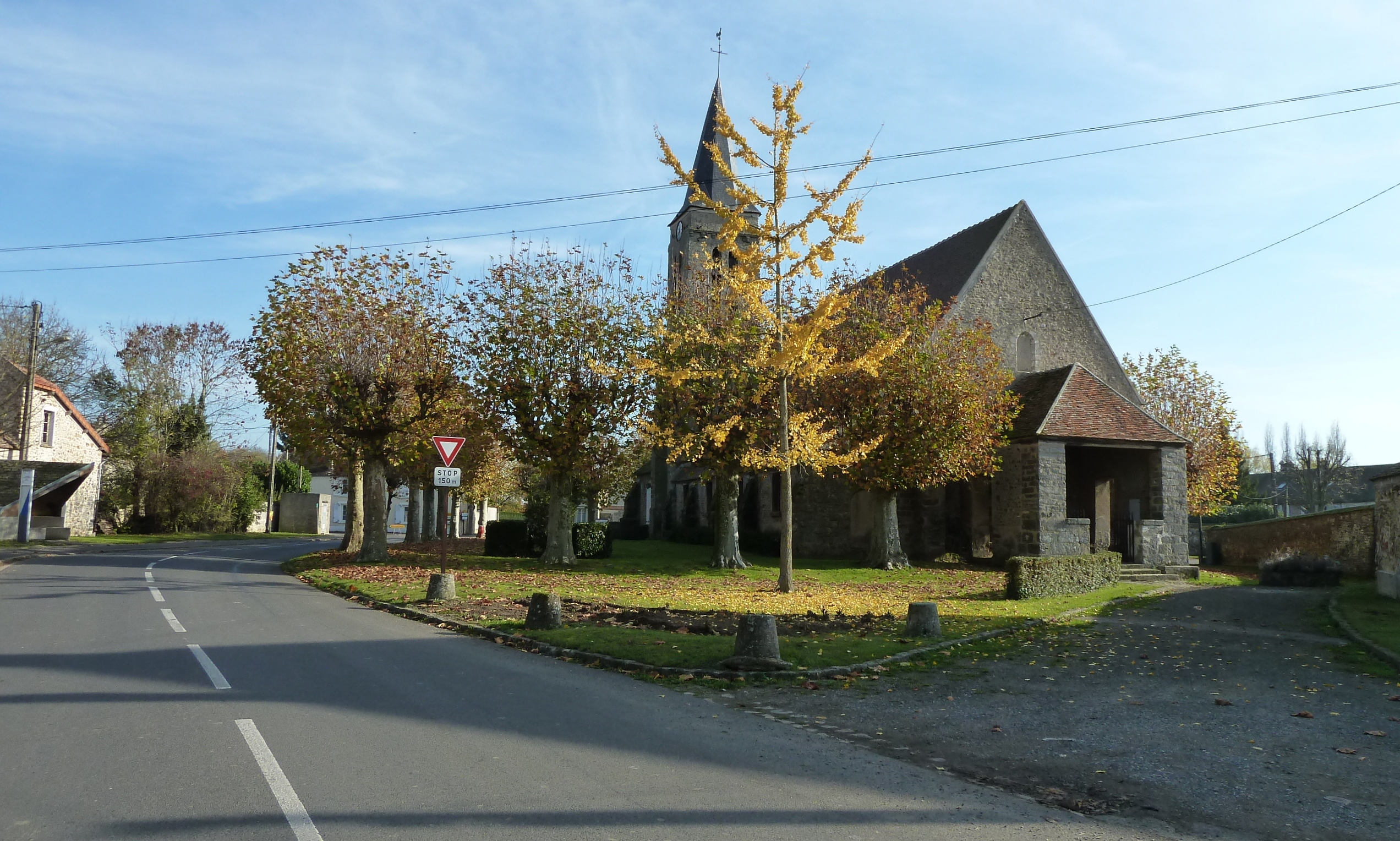
Vue depuis la rue Saint-Christophe
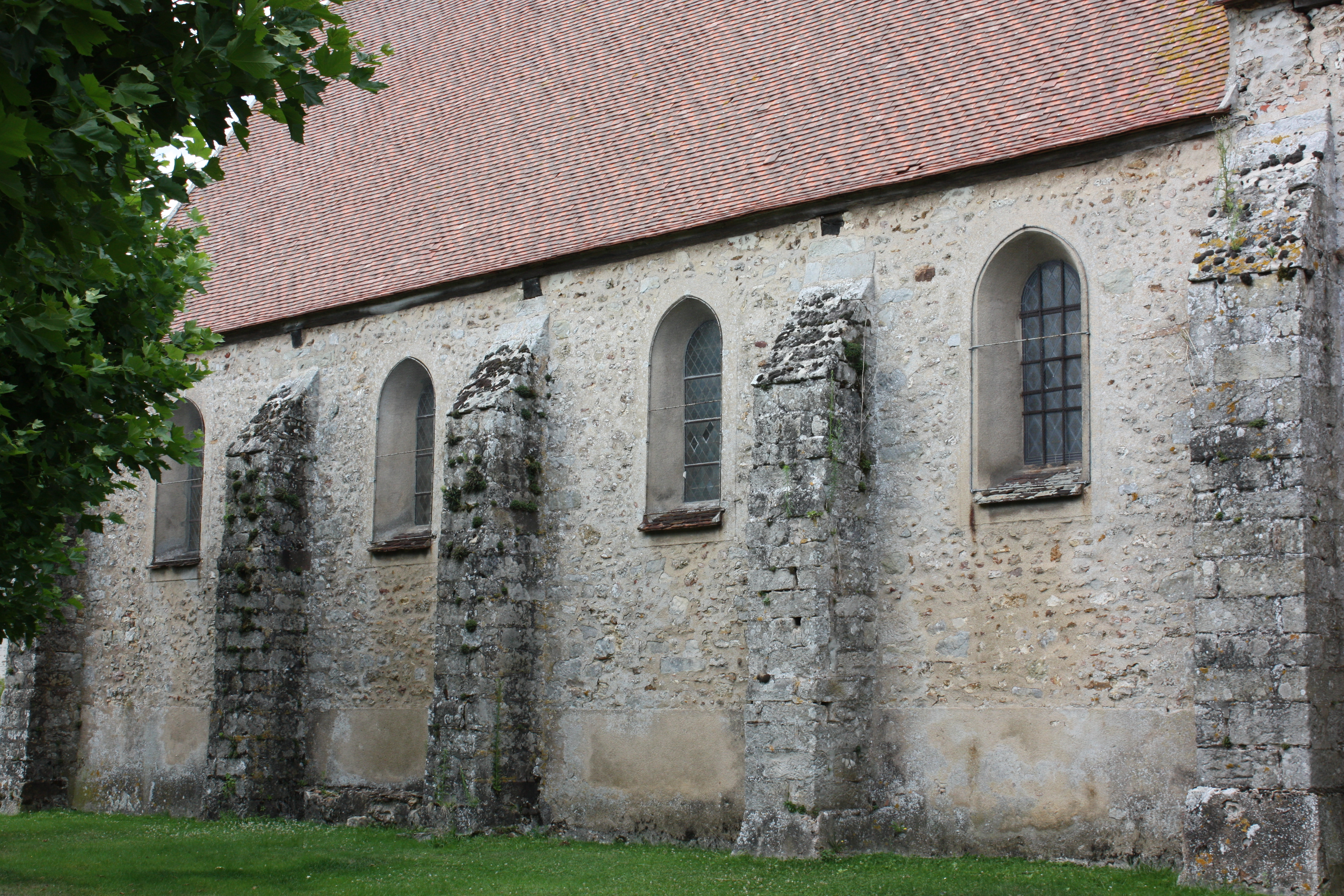
Vue de la façade sud